# Lekkoatletyka na Letnich Igrzyskach Olimpijskich 2016 – bieg na 10 000 m mężczyzn
Bieg na 10 000 metrów mężczyzn – jedna z konkurencji lekkoatletycznych rozgrywanych podczas igrzysk olimpijskich w Rio de Janeiro.
Obrońcą tytułu mistrzowskiego z 2012 roku był Brytyjczyk Mohamed Farah.
W zawodach wzięło udział 34 zawodników.

## Terminarz
Wszystkie godziny podane są w czasie brazylijskim (UTC-03:00) oraz polskim (CEST).
| Data             | Godzina rozpoczęcia | Godzina rozpoczęcia |       |
| Data             | UTC-03:00           | CEST                |       |
| ---------------- | ------------------- | ------------------- | ----- |
| 13 sierpnia 2016 | 21:27               | 02:07               | Finał |

## Rekordy
Tabela uwzględnia rekordy uzyskane przed rozpoczęciem biegu.
|                   | Zawodnik        | Wynik    | Miejsce  | Data             |
| ----------------- | --------------- | -------- | -------- | ---------------- |
| Rekord świata     | Kenenisa Bekele | 26:17,53 | Bruksela | 26 sierpnia 2005 |
| Rekord olimpijski | Kenenisa Bekele | 27:01,17 | Pekin    | 17 sierpnia 2008 |
| Listy światowe    | Yigrem Demelash | 26:51,11 | Hengelo  | 29 czerwca 2016  |

## Wyniki

### Finał
| Poz. | Zawodnik                  | Reprezentacja     | Czas     | Uwagi |
| ---- | ------------------------- | ----------------- | -------- | ----- |
| 1. ! | Mohamed Farah             | Wielka Brytania   | 27:05,17 |       |
| 2. ! | Paul Kipngetich Tanui     | Kenia             | 27:05,64 | SB    |
| 3. ! | Tamirat Tola              | Etiopia           | 27:06,26 |       |
| 4.   | Yigrem Demelash           | Etiopia           | 27:06,27 |       |
| 5.   | Galen Rupp                | Stany Zjednoczone | 27:08,92 | SB    |
| 6.   | Joshua Kiprui Cheptegei   | Uganda            | 27:10,06 | PB    |
| 7.   | Bidan Muchiri Karoki      | Kenia             | 27:22,93 |       |
| 8.   | Zersenay Tadese           | Erytrea           | 27:23,86 |       |
| 9.   | Nguse Amlosom             | Erytrea           | 27:30,79 | SB    |
| 10.  | Abraham Naibei Cheroben   | Bahrajn           | 27:31,86 | PB    |
| 11.  | Geoffrey Kipsang Kamworor | Kenia             | 27:31,94 |       |
| 12.  | Zane Robertson            | Nowa Zelandia     | 27:33,67 | NR    |
| 13.  | Polat Kemboi Arıkan       | Turcja            | 27:35,50 | PB    |
| 14.  | Leonard Essau Korir       | Stany Zjednoczone | 27:35,65 | SB    |
| 15.  | Abadi Hadis               | Etiopia           | 27:36,34 |       |
| 16.  | David McNeill             | Australia         | 27:51,71 |       |
| 17.  | Suguru Ōsako              | Japonia           | 27:51,94 |       |
| 18.  | Stephen Mokoka            | Południowa Afryka | 27:54,57 |       |
| 19.  | Shadrack Kipchirchir      | Stany Zjednoczone | 27:58,32 | SB    |
| 20.  | Bashir Abdi               | Belgia            | 28:01,49 |       |
| 21.  | Luis Ostos                | Peru              | 28:02,03 |       |
| 22.  | Moses Martin Kurong       | Uganda            | 28:03,38 |       |
| 23.  | Timothy Toroitich         | Uganda            | 28:04,84 | SB    |
| 24.  | Goitom Kifle              | Erytrea           | 28:15,99 |       |
| 25.  | Andrew Vernon             | Wielka Brytania   | 28:19,36 | SB    |
| 26.  | El Hassan El-Abbassi      | Bahrajn           | 28:20,17 |       |
| 27.  | Olivier Irabaruta         | Burundi           | 28:32,75 |       |
| 28.  | Ben St Lawrence           | Australia         | 28:46,32 |       |
| 29.  | Yūta Shitara              | Japonia           | 28:55,23 |       |
| 30.  | Kota Murayama             | Japonia           | 29:02,51 |       |
| 31.  | Ross Millington           | Wielka Brytania   | 29:14,95 |       |
| 32.  | Mohammed Ahmed            | Kanada            | 29:32,84 |       |
| –    | Hassan Chani              | Bahrajn           | DNF      | DNF   |
| –    | Ali Kaya                  | Turcja            | DNF      | DNF   |